# Ideopsis georgina
Ideopsis georgina är en fjärilsart som beskrevs av Hans Fruhstorfer 1904. Ideopsis georgina ingår i släktet Ideopsis och familjen praktfjärilar. Inga underarter finns listade i Catalogue of Life.